# Apollo e Marsia (Luca Giordano Napoli)
L'Apollo e Marsia è un dipinto olio su tela (205×259 cm) di Luca Giordano del 1659-1660 conservato nel museo nazionale di Capodimonte di Napoli.
Il dipinto, uno dei più felici esempi di pittura del Seicento napoletano, è esposto nel museo napoletano accanto all'Apollo e Marsia eseguito da Jusepe de Ribera nel 1637 e di cui ne ha costituito il prototipo.
Nel corso della sua vita il pittore napoletano ripeterà più volte la scena dell'Apollo e Marsia, variando talune volte la composizione scenografica; la versione di Capodimonte fu invece replicata circa un anno dopo con un'altra analoga, di formato leggermente ridotto, oggi in collezione privata.

## Storia

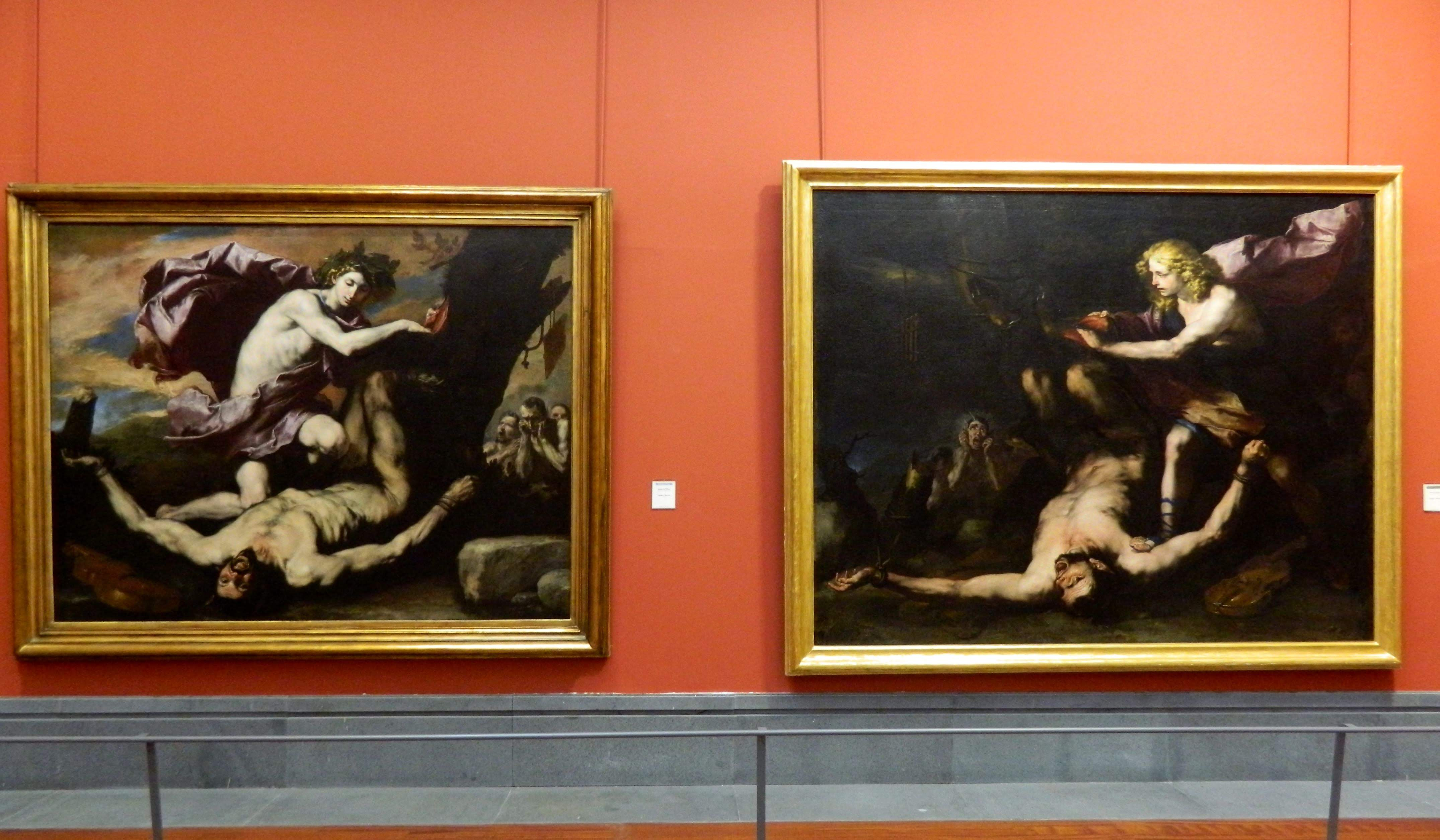
Museo di Capodimonte di Napoli. Vista sui due dipinti: a sinistra la tela di Ribera, a destra quella di Luca Giordano

Le notizie certe sulla tela di Capodimonte riportano che questa era nelle proprietà del genovese Stefano de Marini (o Marinis), marchese di Genzano con diversi interessi nella città partenopea, nella cui dimora rimase fino al 1673, per poi passare in eredità a altri componenti della famiglia, presso la quale rimase fino al 1698. Successivamente l’opera andò ai di Sangro, principi di Fondi, che la collocarono nel palazzo familiare di via Medina a Napoli, i quali poi la vendettero allo Stato italiano nel 1879.
Un'altra versione precedentemente accreditata e oggi divenuta poco credibile, riconduce la tela a quella che comparve nel 1688 nel catalogo della collezione Vandeneynden, di proprietà del mercante e collezionista fiammingo Ferdinando, I marchese di Castelnuovo, figlio di Jan. Ferdinando era amico e frequentatore di Gaspare Roomer, il committente di un precedente Apollo e Marsia di Ribera presumibilmente non ancora rintracciato, pertanto diventa plausibile pensare che la sua commessa a Luca Giordano, considerato pittore di corte per i Vandeneynden e di scuola riberiana, sia avvenuta proprio in quanto il nobile ha avuto modo ammirare ed elogiare la versione di mano dello Spagnoletto in casa dell'amico connazionale. L'opera citata nel lascito di Ferdinando Vandeneynden, valutata 100 ducati, risale tuttavia solo al 1688, mentre questa di Capodimonte risulta dai documenti di archivio legata alla famiglia de Marinis fino al 1698. Tale assunzione induce a considerare che il dipinto di proprietà del mercante fiammingo non può essere identificato con quello oggi nel museo napoletano, seppur le misure dell'Apollo e Marsia che vengono riportate nel testamento di Ferdinando appaiono congrue con quello di Capodimonte, o comunque con la sua replica in collezione privata, di cui più oscura è la sua storia.
Il dipinto di Napoli, databile tra il 1659 e il 1660, risulta essere una vera e propria celebrazione verso la pittura del maestro Jusepe de Ribera (intanto morto sette anni prima alla data di esecuzione della versione di Giordano), il quale circa venti-trenta anni prima eseguì una cospicua serie di dipinti riprendenti il mito di Apollo e Marsia che tanto successo ebbe nell'ambiente artistico locale, di cui una versione anch'essa a Capodimonte (proveniente dalla collezione d'Avalos del principe Andrea di Montesarchio), un'altra a Bruxelles e un'altra (quella già in collezione Roomer) non rintracciata.
Intorno agli anni 90 del Novecento la tela di Luca Giordano, che era esposta proprio accanto all'Apollo e Marsia di Ribera nel Museo nazionale di San Martino, considerate anche le assonanze con la versione del maestro, fu ricollocata assieme a essa nel Museo di Capodimonte.

## Descrizione e stile
Il dipinto si rifà ai versi epici di Ovidio ne Le Metamorfosi, immortalando il momento in cui Apollo è in procinto di attuare il supplizio (lo scuoiamento) nei confronti di Marsia, quest'ultimo sdraiato in terra con i piedi/zampe legati a un albero. Secondo la leggenda infatti, la dea Atena, che aveva inventato lo strumento del flauto, mentre suonava il medesimo venne derisa da Eros per via delle smorfie buffe (rossore in viso e guance gonfie) che faceva il suo volto nel mentre suonava lo strumento. Così la dea, infastidita da ciò, lasciò cadere il flauto sulla Terra. Successivamente questo fu raccolto da Marsia, un satiro (essere mezzo uomo e mezzo capra) che viveva a guardia di un piccolo fiume affluente del Meandro, in Anatolia, e cominciò a suonare lo strumento e ad esercitarsi finché non divenne tanto bravo da ritenersi addirittura più capace di Apollo, dio della musica. Apollo sfidò così Marsia in una gara di musica, dove, il primo avrebbe suonato la lira mentre il secondo, per l'appunto, il flauto. Se inizialmente la sfida si poté ritenere in pareggio, alla fine Apollo riuscì comunque a vincere grazie alla sua astuzia; infatti propose al satiro di suonare gli strumenti al contrario e, mentre la lira emise comunque melodie armoniose, il flauto non fece alcun suono. A questo punto il mito si conclude con la punizione inflitta a Marsia che, infatti, fu legato a un albero e scorticato vivo da Apollo.
La tela di Giordano è concepita per essere un vero e proprio elogio della pittura del maestro de Ribera, seppur la sua raffigurazione della scena appare espressa su tonalità più scure e con pennellate più rapide e sfumate, apprese queste ultime durante la sua esperienza a Roma e Venezia, rispetto alla versione riberesca. Evidenti analogie con la tela del maestro spagnolo sono invece riscontrabili oltre che nella struttura generale della composizione, costruita sulla diagonale dell'albero, seppur speculare rispetto alla versione di Ribera, anche nei più piccoli dettagli, quali: il volto straziato di Marsia, la disperazione dei satiri sullo sfondo della scena, gli strumenti musicali oggetto della contesa posti sui vertici della diagonale, la scelta di rappresentare il supplizio nella sua fase iniziatica, il colore glicine della mantella di Apollo, ed infine lo stesso dio che, posto in primo piano, si appresta a scorticare il satiro partendo dalle sue zampe legate all'albero.

## Altre versioni
Luca Giordano si trovò a raffigurare la scena del supplizio ovidiano svariate volte nel corso della sua vita. Oltre a quella di Capodimonte, infatti, si segnalano da parte di Giordano una replica della tela in collezione privata (di formato leggermente inferiore rispetto a quella napoletana), le versioni al museo di palazzo Bardini di Firenze, del 1678, e quella del monastero dell'Escorial in Spagna, 190×190 cm datata 1696.
In entrambi gli ultimi due dipinti citati, il pittore stravolse la scena, tant'è che Marsia non si vede più legato all'albero dalle zampe, come nel modello riberesco, ma bensì dalle braccia, dove proprio da queste partiva lo scuoiamento. Entrambe le versioni conservano comunque alcune analogie rispetto al suo dipinto di Capodimonte: su tutte l'Apollo, che è rappresentato similarmente anche nei colori delle vesti (mantella glicine, abito e scarpe blu), seppur nella versione fiorentina è più evidente questa somiglianza. Inoltre il dipinto toscano si somiglia a quello napoletano anche nell'ambientazione notturna della scena e nella figura dei satiri sullo sfondo, mentre la versione spagnola è ambientata di giorno. Il dipinto dell'Escorial inoltre presenta più figure sparse sullo sfondo, tra cui anche il Re Mida con le orecchie d'asino, mentre richiama la versione partenopea della tela nel dettaglio del piede di Apollo che sovrasta il corpo di Marsia.
Un'altra raffigurazione di Luca Giordano di questo mito è infine esposta nella reggia di Caserta, 118×172 cm del 1687-1689. In questa versione, ripresa a più ampio raggio, è ritratto il momento immediatamente posteriore al supplizio: sulla sinistra in alto è Apollo su un carro che si dirige via dalla scena centrale, in basso è Marsia svenuto successivamente al supplizio, mentre sulla destra è la figura di Re Mida con le orecchie d'asino (secondo la leggenda, affibbiategli da Apollo in quanto il re della Frigia aveva decretato vincitore della sfida proprio il satiro).